# Francesco Maria Bianchi

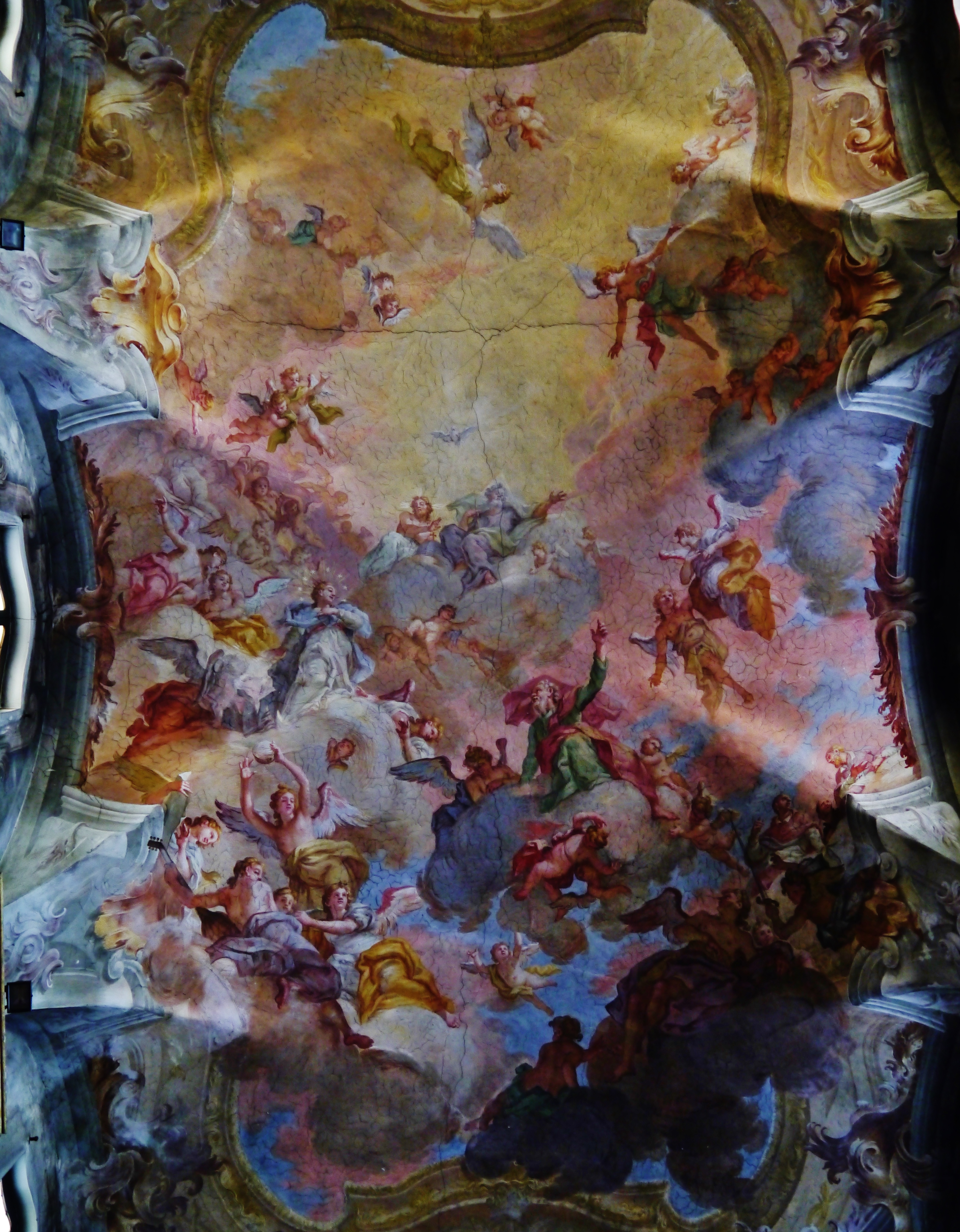
Volte della Chiesa di san Cristoforo a Vercelli, affrescate dal Bianchi.

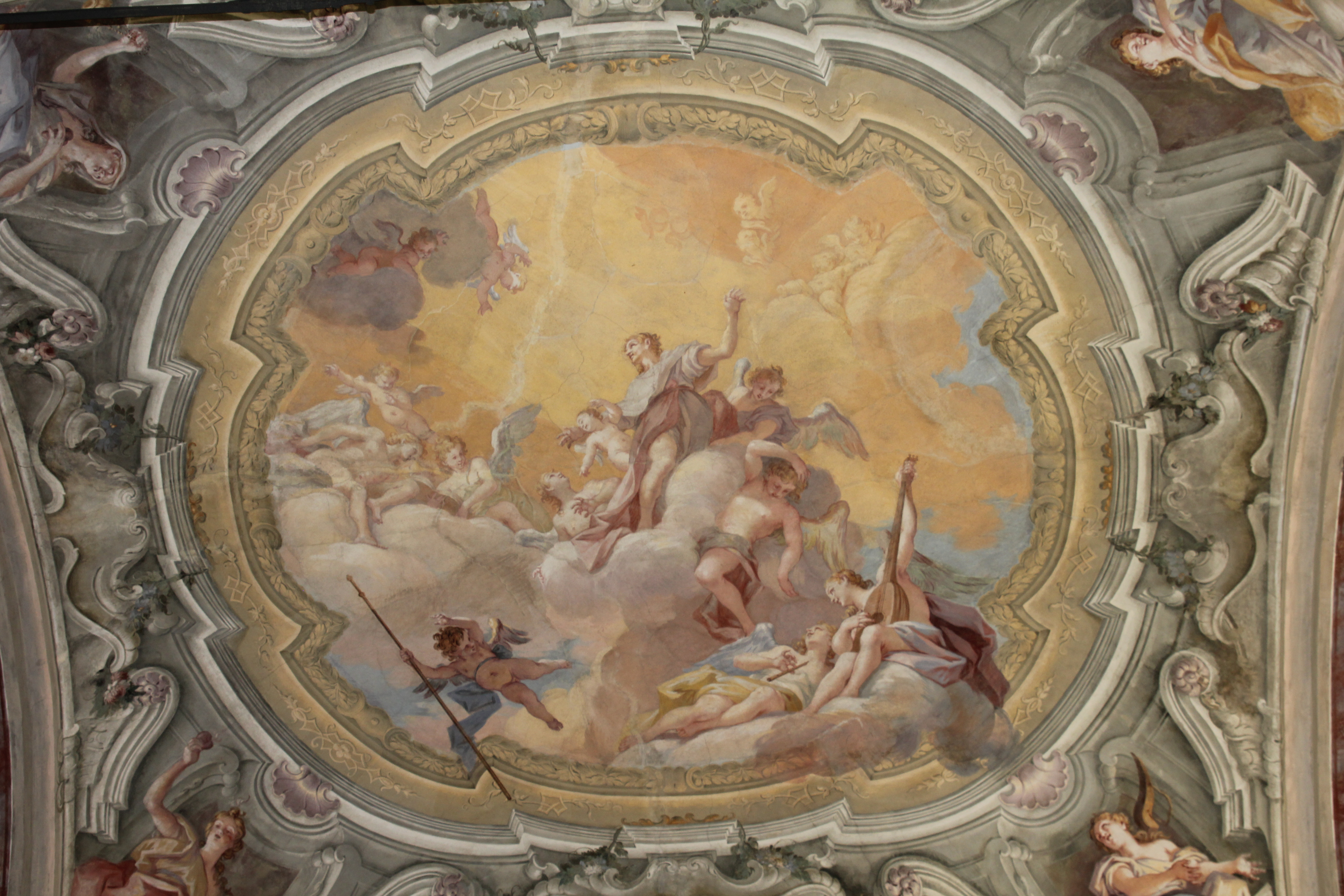
Gloria di san Rocco, affresco sulla volta della chiesa di san Rocco a Busto Arsizio

Francesco Maria Bianchi (1689 – Velate, 5 novembre 1757) è stato un pittore italiano.

## Biografia
Figlio del pittore Salvatore e di Margherita Pighina, nacque probabilmente a Velate, discendente della nobile famiglia Bianchi che lì risiedeva. Contemporaneo di Pietro Antonio Magatti, figura di rilievo nell'arte varesina, risentì dell'importanza del suo conterraneo maggiormente conosciuto.
Affidò la sua formazione inizialmente al padre, con il quale collaborò nelle prime opere ad affresco, quali il ciclo della Madonna delle Grazie a Busto Arsizio. Crebbe nel fermento culturale che percorse Velate nel XVII secolo, sede di molti degli artisti che in quegli anni lavorarono sul progetto voluto da Giovanni Battista Aguggiari che diede vita al Sacro Monte di Varese. Collaborò frequentemente nelle sue imprese di affrescatore con i quadraturisti Giacomo Antonio e Antonio Francesco Giovannini da Varese, autori delle elaborate e fantasiose architetture caratteristiche del cosiddetto barocchetto lombardo. Al loro fianco eseguì le campagne decorative più ambiziose, quali l'abside di Sant'Antonio Abate a Lugano, di San Martino (Varese) e soprattutto l'opera più imponente, nella Chiesa di San Cristoforo (Vercelli).

## Opere

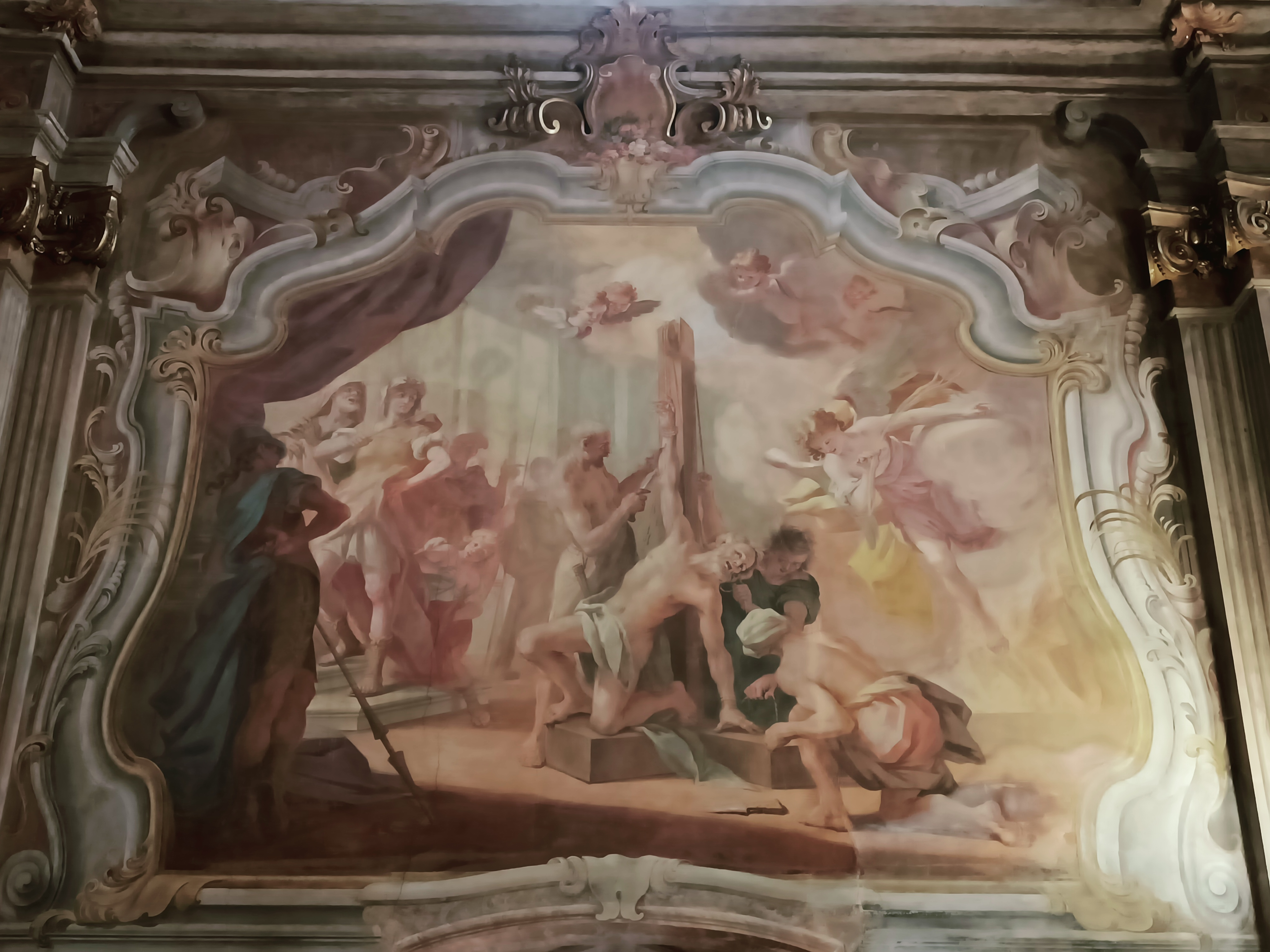
Martirio di San Bartolomeo Chiesa di San Martino (Varese)

Della sua opera si ricordano gli affreschi di Palazzo Mezzabarba a Pavia, nella Chiesa di San Rocco a Riva San Vitale, nella vicina Svizzera, e nella Basilica di San Giovanni Battista, nella chiesa di San Rocco a Busto Arsizio.
- Assunzione della Madonna sulla volta sopra l'altare e la Gloria della Madonna sulla cupola, affreschi, Tempio civico della Beata Vergine delle Grazie, Busto Arsizio, 1713, in collaborazione con il padre
- Martirio di San Bartolomeo e il Martirio di San Lorenzo, Chiesa di San Martino (Varese)
- Affreschi della cappella del Battista, Basilica di San Giovanni Battista (Busto Arsizio)
- Vergine, il Bambino e i ss. Francesco e Lucia tela nella chiesa di S. Stefano a Velate (Varese) in collaborazione con il padre
- Cappella dell'angelo custode nella Chiesa di San Rocco (Busto Arsizio)
- episodi della vita di Sant'antonio Abate, affreschi ai lati del presbiterio, Chiesa di Sant'Antonio Abate (Lugano)
- Gloria della Beata Panacea e le Virtù di Panacea, Chiesa di Santa Maria Assunta (Ghemme)
- Gloria di san Cristoforo e Gloria dell'Ordine dei Barnabiti, Virtù nei pennacchi della cupola, Chiesa di San Cristoforo (Vercelli)[1]
- Cupola e catini absidali, Santuario di Santa Maria del Monte (Varese)[3]
- martirio di San Vittore:  la condanna, il martirio, la decapitazione e il ritrovamento del corpo, figure allegoriche delle virtù nei pennacchi: Fede, Speranza, Carità e Fortezza, Basilica di San Vittore (Verbania)